# Yan Xuan
Yan Xuan (chinois : 阎选 ; chinois traditionnel : 閻選 ; pinyin : Yán Xuǎn ; Wade : Yen Hsüan) est une figure de la poésie chinoise de la période des Cinq Dynasties et des Dix Royaumes (934-965). Ses dates de naissance et de mort ainsi que son nom de courtoisie sont inconnus. Il est originaire du royaume du Shu postérieur. Il est un homme du peuple, un simple citoyen talentueux dans la composition des poèmes lyriques ci
Yan Xuan, Ouyang Jiong, Lu Qianyi, Mao Wenxi et Han Cong, sont des poètes célèbres pour leur maîtrise des poèmes lyriques ci, au service du dernier souverain de Shu postérieur, Meng Chang (en) (r. 934-965). Ceux qui détestent et jalousent ces poètes les surnomment « les Cinq Fantômes », mais cette affirmation semble contestée aujourd’hui.

## Poésie

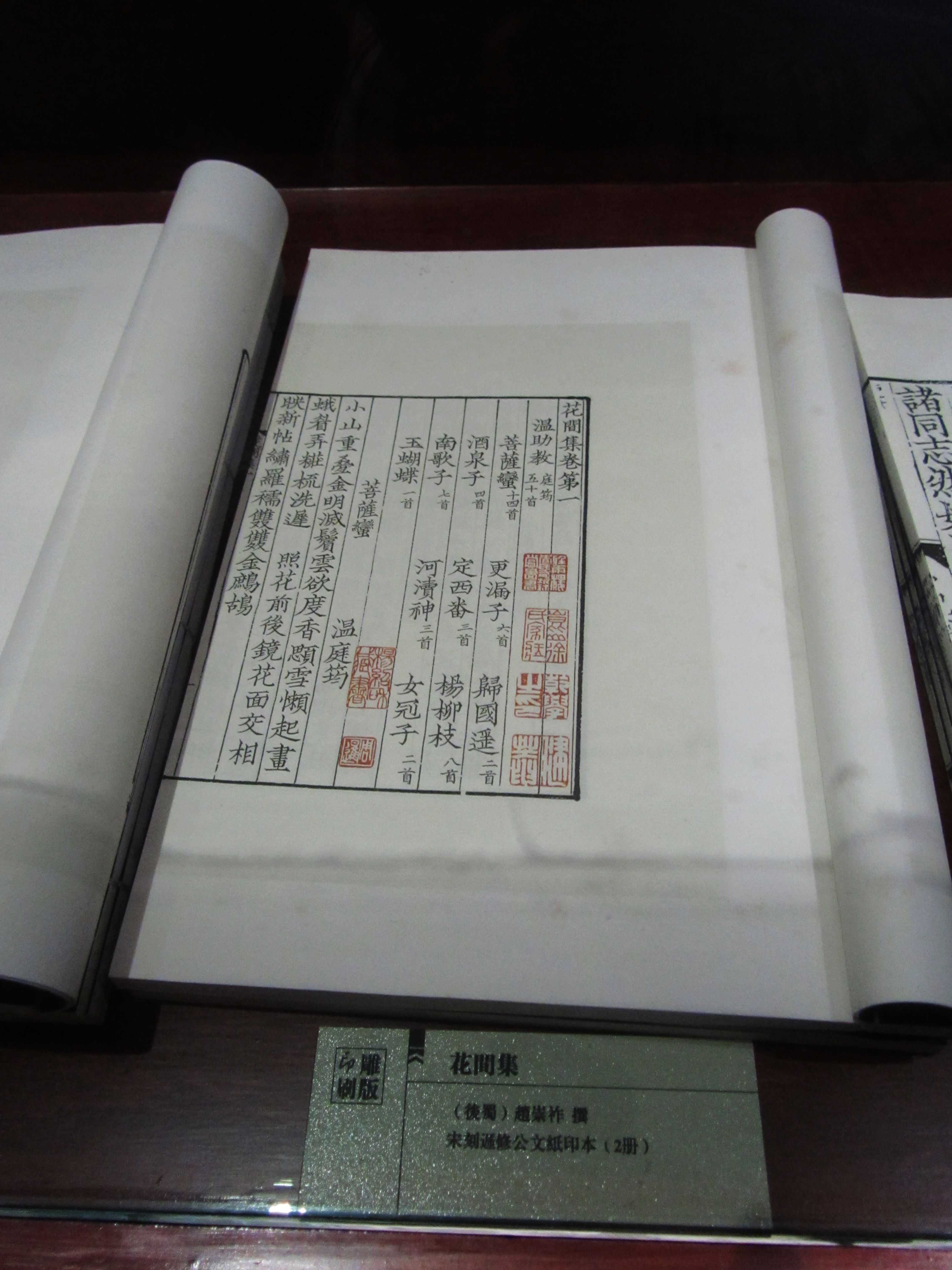
Recueil parmi les fleurs
花间集 (Huajian ji)

Lu Qianyi fait partie du groupe des poètes floraux et il appartient à l’école poétique Parmi les fleurs. Il laisse des poèmes qui sont compilés dans des anthologies classiques, notamment dans l'anthologie de poésies lyriques ci écrite par Zhao Chongzuo (en) du Shu postérieur en 940, le Recueil parmi les fleurs (花间集, Huajian Ji) p. 215. Dans ce recueil, il a huit ci et il est présenté ainsi : 閻處士選, Yan Xuan, l'érudit solitaire.
Ses œuvres sont comparables à celles de Mao Wenxi. Il était surnommé "Yan Chushi" (閻處士) c'est-à-dire « l'ermite Yan » par ses contemporains.
Les poèmes de Yan Xuan traitent souvent des thèmes de l'amour féminin, de la séparation et de la nostalgie.

### Poème
C’est un poème empreint de mélancolie où les sentiments se mêlent aux éléments de la nature.

#### Les nuages enveloppent les saules jaunes délicats
| Chinois 雲 鎖 嫩 黃 煙 柳 細 風 吹 紅 蒂 雪 梅 殘 光景 不 勝 閨 閣 恨 行 行 坐 坐 黛 眉 攢。 | Traduction libre Les nuages enveloppent les saules jaunes délicats. Le vent souffle les fleurs de pruniers rouges fanées comme neige. Le temps ne supporte pas le chagrin de la chambre, Assise ou debout, ses sourcils noirs se froncent. |